# 大酺
大酺是帝王为表示欢庆气氛特许民间举行的大宴饮。東亞古代的大酺一般为期三日或五日。

## 中國
大酺最早自於戰國，“赵武灵王灭中山，酺五日，是其所起远也。”。《史记·秦始皇本纪》：“五月，天下大酺。”《漢書.文帝本紀》載：“十六年九月，得玉杯，刻曰：‘人主延壽’。令天下大酺，明年改元。”《三国志·魏志·文帝纪》：“赐饶安田租，勃海郡百户牛酒，大酺三日”。《魏書.靈徵志》載：北魏高宗和平三年四月，“河內人張超于壞樓所城北故佛圖處獲玉印以獻。印方二寸，其文曰：'富樂日昌，永保無疆；福祿日臻，長享萬年。'玉色光潤，模制精巧，百僚鹹曰：'神明所，非人為也'。詔天下大酺三日。”
唐朝高宗时，太子李弘纳裴氏为太子妃，礼毕，曲赦岐州，大酺三日。开元年间，天下升平，下令赐百姓酒食，大酺五日，洛陽還有“吞刀”、“吐火”等魔术节目。杜審言有《大酺》和《守歲侍宴應制》兩首作品。